# I coloni di Catan — gioco di carte
Il gioco di carte I coloni di Catan — gioco di carte (Die Siedler von Catan – Das Kartenspiel) è una versione per due giocatori del gioco da tavolo I coloni di Catan, distribuito in Italia dalla Tilsit. In questo gioco viene simulata l'espansione, separata, di due gruppi di coloni nell'isola di Catan.
Come nel gioco da tavola ogni giocatore può sviluppare i propri possedimenti, costruendo strade, colonie e città ed utilizzando le materie prime che queste forniscono per realizzare altre costruzioni.
Sono state prodotte anche delle espansioni per questo gioco, in parte simili alle espansioni del gioco da tavolo, non tutte tradotte in italiano.

## Il gioco

### Contenuto della scatola
- 2 dadi, "evento" e "produzione"
- 2 pedine, "potenza militare" e "potenza commerciale"
- 120 carte, divise in:
  - 18 carte iniziali, 9 per ciascun giocatore (due colonie, una strada ed un terreno per ogni tipo)
  - 11 carte terreno, legate alle produzioni di grano, lana, legno, argilla, minerale e oro
  - 19 carte di costruzione (7 strade, 7 città e 5 colonie)
  - 10 carte "evento"
  - 62 carte "sviluppo", a loro volta divise in:
    - carte "azione"
    - carte di sviluppo territoriale o con unità
    - carte riservate alle città

### Riassunto delle regole
I giocatori giocano a turni alterni. Ogni turno è suddiviso nelle seguenti fasi di gioco:
1. Evento: il lancio del dado "evento" determina un evento, positivo o negativo, che può interessare entrambi i giocatori o solo il giocatore di turno.
2. Produzione: il lancio del dado produzione determina le carte terreno che forniscono materia prima alle colonie o città contigue, di entrambi e giocatori.
3. Fase principale: il giocatore di turno può compiere le seguenti azioni, anche più volte:
  - giocare carte "azione";
  - scambiare risorse;
  - costruire.
4. Fine del turno: il giocatore pesca un opportuno numero di carte "sviluppo" e passa il turno.

## Premi e riconoscimenti
- 1997: Premio À la Carte: Gioco di carte dell'anno: 2º classificato;